# Anton Furst
Anthony Francis Furst (Londra, 6 maggio 1944 – Los Angeles, 24 novembre 1991) è stato uno scenografo inglese, vincitore del premio Oscar nel 1990 per il film Batman diretto da Tim Burton.

## Biografia
Nato a Londra, Furst si formò presso il Royal College of Art.
Ha progettato due film per la televisione, entrambi premiati: Just One Kid e It's a Lovely Day Tomorrow, per la regia e produzione di John Goldschmidt. Ha ricevuto molti elogi per la sua collaborazione a In compagnia dei lupi (1984) di Neil Jordan; è inoltre riuscito a ricreare un set convincente della guerra del Vietnam, senza lasciare il Regno Unito, per Full Metal Jacket (1987) di Stanley Kubrick. Nel 1991 ha progettato i temi del ristorante Planet Hollywood a New York. Il suo ultimo film accreditato è Risvegli, del 1990.
Nel 1990 Furst si separò dalla moglie, e da lì in poi tentò di alleviare il dolore generato da tale evento tramite l'assunzione di Triazolam, un sonnifero la cui vendita era stata bandita in Gran Bretagna a causa dei possibili effetti collaterali di amnesia, paranoia e depressione. La situazione si aggravò ulteriormente quando iniziò a consumare grandi quantità di alcool, tanto da richiedere un'entrata in riabilitazione prevista per il 1992. La sera del 24 novembre 1991, ormai disperato e inconsolabile, si suicidò gettandosi dall'ottavo piano di un palazzo di Los Angeles; aveva 47 anni.